# Twierdzenie Szemerédiego
Twierdzenie Szemerédiego – udowodnione przez Endre Szemerédiego twierdzenie znane też jako przypuszczenie Erdősa-Turána. W roku 1936 Erdős i Turán wyrazili przypuszczenie, że dla dowolnej liczby {\displaystyle 0<d<1} zwanej gęstością i dowolnej liczby naturalnej {\displaystyle k} istnieje liczba {\displaystyle N(d,k)} taka, że jeżeli {\displaystyle N>N(d,k),} to dowolny podzbiór A zbioru {\displaystyle \{1,\dots ,N\}} o liczebności większej od {\displaystyle dN} zawiera ciąg arytmetyczny długości {\displaystyle k.}
Jest to uogólnienie twierdzenia van der Waerdena z 1927 roku.

## Dowody
Przypadki {\displaystyle k=1} i {\displaystyle k=2} są trywialne. Przypadek {\displaystyle k=3} został udowodniony w roku 1956 przez Klausa Rotha z wykorzystaniem metod analitycznych. Dla {\displaystyle k=4} odpowiedni dowód podał w roku 1969 Szemerédi; był to dowód kombinatoryczny. Korzystając z podobnych metod, jak Roth, Szemerédi podał kolejny dowód dla {\displaystyle k=4} w roku 1972. W końcu, w roku 1975 Szemerédi udowodnił przypuszczenie Erdősa-Turána w całej ogólności.
Później znaleziono inne dowody twierdzenia: Hillel Furstenberg wykorzystał metody teorii ergodycznej (1977), natomiast Timothy Gowers (2001) posłużył się metodami analizy Fouriera i kombinatoryki.

## Rząd wielkościN(k,d)
W związku ze sformułowaniem twierdzenia Szemerédiego powstaje pytanie o rząd wielkości liczby {\displaystyle N(k,d).} Najlepsze ze znanych oszacowań są następujące:
{\displaystyle C^{\log(1/d)^{k-1}}\leqslant N(k,d)\leqslant 2^{2^{d^{-2^{2^{k+9}}}}},}
gdzie {\displaystyle C>1.} Dla {\displaystyle k=3} górne oszacowanie daje się poprawić do
{\displaystyle N(3,d)\leqslant C^{d^{-2}\log(1/d)}.}